# Jeremy Lloyd
Jeremy Lloyd (Danbury (Essex), 22 juli 1930 – Londen, 23 december 2014) was een Engels acteur en scriptschrijver, voornamelijk bekend van diverse Britse sitcoms.

## Biografie
Jeremy Lloyd werd in 1930 geboren als zoon van een kolonel en een danseres. Na vroegtijdig zijn school te hebben verlaten heeft Lloyd enkele baantjes gehad. Op 23-jarige leeftijd leverde hij met succes een script bij de Pinewood Studios in. Het heette What a whopper met Adam Faith. Later schreef hij scripts voor andere series en programma's. Daarnaast acteerde hij in diverse series. Ook speelde hij drie jaar lang Captain Cook in de musical Robert en Elizabeth. Lloyd maakte zijn grote filmdebuut in 1960 en speelde in de jaren zestig en zeventig in diverse films en televisieprogramma's. Zijn eerste grote succes als scriptschrijver was in 1972 met de komedie Are You Being Served?. Hij werkte destijds samen met David Croft. Samen schreven ze het script voor de BBC-sitcom 'Allo 'Allo!. In 1992 maakte het duo een spin-off van Are You Being Served? getiteld Grace & Favour.
In 1982 was Lloyd met  'Allo 'Allo genomineerd voor een BAFTA TV Award voor beste komedieserie. Jeremy Lloyd was kort getrouwd met actrice Joanna Lumley, die hij had leren kennen bij Are You Being Served?.
Lloyd overleed eind 2014 aan een longontsteking.